# Darius Milhaud
Darius Milhaud, född 4 september 1892 i Aix-en-Provence, död 22 juni 1974 i Genève, var en fransk tonsättare och professor.

## Biografi
Milhaud växte upp i ett välbärgat hem i Aix-en-Provence och kom 1909 till Paris där han studerade vid musikkonservatoriet 1910-1914 för Charles-Marie Widor. Vid tjänstgöring 1917-1919 på ambassaden i Rio de Janeiro kom han i kontakt med diktaren Paul Claudel, som där var hans chef. Efter hemkomsten till Paris återupptog han umgänget med Arthur Honegger och blev medlem i modernistfalangen Les Six - sex tonsättare i Jean Cocteaus närhet, som kämpade för nya tongångar och rytmer i musiken.
Efter ett besök i USA 1922 använde han jazzrytmer och drog på sig kritik för ettriga klanger och "bruitism". Tiden verkade emellertid för Milhaud, som etablerade sig alltmer som ledamot av franska radiorådet och i rådgivande kommittén för de franska operascenerna samt från 1937 i högsta ledningen för musikkonservatoriet. Han var utomlands som pianist och dirigent och framförde sina egna verk i bland annat Ryssland, USA, Tyskland, Spanien, Portugal och Italien. Då Tyskland angrep Frankrike 1940 flydde han med hustrun till USA och blev föreläsare och lärare i komposition vid Mills College i Oakland, en tjänst som han uppehöll till 1971. Han utsågs även till professor vid Musikkonservatoriet i Paris 1947 och han undervisade där i komposition till 1972. På så sätt undervisade han samtidigt på två kontinenter och bland hans elever kan nämnas jazzmusikern Dave Brubeck, minimalisten Steve Reich, symfonikern Allan Pettersson och avantgardisterna Karlheinz Stockhausen, Larry Austin och Iannis Xenakis.

## Musik
Milhaud var en oerhört produktiv tonsättare och musiken flödade från 1910-talet praktiskt taget oavbrutet, med över 400 numrerade opus. Han har jämte många lättviktiga alster även komponerat storslagna operaverk och helgjutna symfoniska kompositioner samt kammarmusik och vokallyrik. Han uppvisade stor mottaglighet för olika impulser och har gett uttryck för judiska traditioner, såväl som motiv från den provensalska folkmusiken. Han har även, förutom av jazzen, influerats av brasiliansk populärmusik och nordamerikansk folkmusik.

## Verkförteckning (urval)

### Orkesterverk
- 1919 Le bœuf sur le toit op. 58, Balett efter Cocteau
- 1920 Saudades do Brasil op. 67 (ursprungligen för piano), arr. för orkester
- 1920 Cinq Études pour piano et orchestre op. 63
- 1923 La Création du monde op. 81, Balettmusik för liten orkester
- 1926 Le Carneval d'Aix op. 83b, Fantasi för piano och orkester
- 1937 Suite provençale op. 152b för orkester
- 1939-1961 12 symfonier
- 1941 Four Sketches (Satser: Eglougue, Madrigal, Sobre la Loma, Alameda) för orkester
- 1944 Cain and Abel op. 241 för tal och orkester
- 1947 Konsert för marimba, vibrafon och orkester
- 1966 Musique pour Lisbonne, op. 420

### Verk för blåsorkester
- 1944 Suite française (Satser: Normandie, Bretagne, Ile de France, Alsace-Lorraine, Provence) op. 248
- 1954 West Point Suite op. 313
- 1960 Deux Marches op. 260
- Introduction et Marche funèbre

### Verk för piano
- 1919 Le bœuf sur le toît för piano fyrhändigt
- 1936 Scaramouche för två pianon

### Scenisk musik
- La Brebis égarée (1910-1914). Opera i 3 akter (20 bilder). Libretto: Francis Jammes. Uruppförande 10 december 1923 i Paris (Opéra-Comique)
- L’Orestie d’Eschyle. Trilogi (1913-1922). Libretto: Paul Claudel (efter Aischylos). Sceniskt uruppförande 24 april 1963 i Berlin (Deutsche Oper)
  - Agamemnon (1913). Scenmusik för sopran, manskör och orkester. Uruppförande (konsertversion) 14 april 1927 i Paris
  - Les Choéphores (1915-1916). 7 sceniska musikstycken för sopran, baryton, tal, blandad kör och orkester. Uruppförande (konsertversion) 1919; (scenversion) 27 mars 1935 i Bryssel (Théâtre de la Monnaie)
  - Les Euménides (1917-1922). Opera i 3 akter. Uruppförande (konsertversion) 18 november 1949 i Bryssel (Radio INR)
- Les Malheurs d’Orphée. Opera i 3 akter. Libretto: Armand Lunel (1892-1977). Uruppförande 7 maj 1926 i Bryssel (Théâtre de la Monnaie)
- Esther de Carpentras (1925-1927). Opéra bouffe i 2 akter. Libretto: Armand Lunel. Uruppförande (konsertversion) 1937 (Radio Rennes); (scenversion) 1 februari 1938 i Paris (Opéra-Comique)
- Le pauvre matelot (Stackars matros; 1926). Complainte (Klagosång) in 3 scener och 3 bilder. Libretto: Jean Cocteau. Uruppförande (första versionen) 16 december 1927 i Paris (Opéra-Comique); (andra versionen med kammarorkester) 15 november 1934 i Genève
- Les Opéras-minute (1927). Trilogi. Libretti: Henri Hoppenot (1891-1977)
  - L'Enlèvement d’Europe. 8 Scener för soli, Vokalsextett och orkester. Uruppförande 17. juli 1927 Baden-Baden (Kammermusikfest)
  - L'Abandon d’Ariane. 5 scener för soli, vokalsextett och orkester. Uruppförande 20 april 1928 Wiesbaden (Staatstheater)
  - La Délivrance de Thésée. 6 scener för soli, vokalkvartett och orkester. Uruppförande 20 april 1928 i Wiesbaden (Staatstheater)
- Christophe Colomb (1928). Opera i 2 akter (27 bilder). Libretto: Paul Claudel. Uruppförande 5 maj 1930 i Berlin (Staatsoper Unter den Linden). Andra versionen (1954/56): Uruppförande (konsertversion) 2. juni 1956 i Paris (Théâtre des Champs-Élysées); (scenversion) juni 1968 i Graz (Sommarspel)
- Maximilien (1930-1931). Historisk opera i 3 akter (9 bilder). Libretto: Franz Werfel, Rudolf Stephan Hoffmann, Armand Lunel. Uruppförande 5 januari 1932 i Paris (Opéra)
- Médée (1938). Opera i en akt (3 bilder). Libretto: Madeleine Milhaud. Uruppförande 7 oktober 1939 Antwerpen (Opéra Flamand)
- Bolivar (1943). Opera i 3 akter (10 bilder). Libretto: Jules Supervielle, Madeleine Milhaud. Uruppförande 12 maj 1950 i Paris (Opéra)
- David (1952-1953). Opera i 5 akter. Libretto: Armand Lunel. Uruppförande (konsertversion) 1 juni 1954 i Jerusalem; (scenversion) 2 februari 1955 i Milano (Teatro alla Scala)
- Fiesta (1958). Opera i en akt. Libretto: Boris Vian. Uruppförande 3 oktober 1958 i Berlin (Deutsche Oper)
- La Mère coupable (1964-1965). Opera i 3 akter. Libretto: Madeleine Milhaud (fritt efter Beaumarchais). Uruppförande 13 juni 1966 i Genève (Grand Théâtre de Genève)
- Saint-Louis roi de France (1970). Opera-Oratorium i 2 delar. Libretto: Paul Claudel, Henri Doublier. Uruppförande (konsertversion) 18 mars 1972 i Rom (RAI); (scenversion) 14 april 1972 i Rio de Janeiro (Teatro Municipal)

### Kammarmusik
- 1912-1950 18 stråkkvartetter
- 1939 La Cheminée du roi René op. 205 för blåsarkvintett
- 1937 Suite d`apres Corette op. 161b för oboe, klarinett och fagott
- 1958 Divertissement en trois parties op. 299b för blåsarkvintett
- 1935 Pastorale op. 147 för oboe, klarinett och fagott
- 1941 Two Sketches op. 227b för blåsarkvintett
- Sonat för flöjt och piano
- Sonat för flöjt, oboe, klarinett och piano
- Sonatin för oboe och piano
- Concert d'hiver: Konsert för trombon och stråkorkester
- Svit "Le voyageur sans bagage" för klarinett, violin och piano

### Vokalmusik
- 1919 Machines agricoles op. 56 för en sångstämma och 7 instrumentalister (Tonsatta texter ur en katalog med lantbruksmaskiner)
- 6 sonetter, op. 266 för vokalkvartett

La barque funeraire
Mort à tout fortune
La peine si le cdoeur vous a considerées
Bois cette tasse de ténèbres
C'était une chanson
Quel est ton nom?